# Caso Riggs
El caso Riggs se refiere al proceso judicial seguido contra el dictador chileno Augusto Pinochet y otras personas, bajo la acusación de malversación de fondos públicos, debido al descubrimiento de cuentas bancarias secretas que el primero mantenía en el Riggs Bank de Estados Unidos. El rol de la causa es 1649-2004.
Durante la investigación se determinó que Pinochet mantenía numerosas cuentas bancarias, bajo distintas identidades, en las que guardaba más de 21 millones de dólares, por lo que fueron procesados algunos generales y coroneles que estaban a su mando.
En 2014 se dictó sentencia en primera instancia en contra de seis colaboradores de Pinochet por la malversación de 6,4 millones de dólares. En 2017 la Corte de Apelaciones de Santiago revocó el fallo, pues el tribunal estableció la prescripción de los hechos. Sin embargo, en 2018 la Corte Suprema condenó finalmente a tres de los exmilitares, y ordenó el comiso de bienes de la familia Pinochet avaluados en más de 1,6 millones de dólares.

## Antecedentes

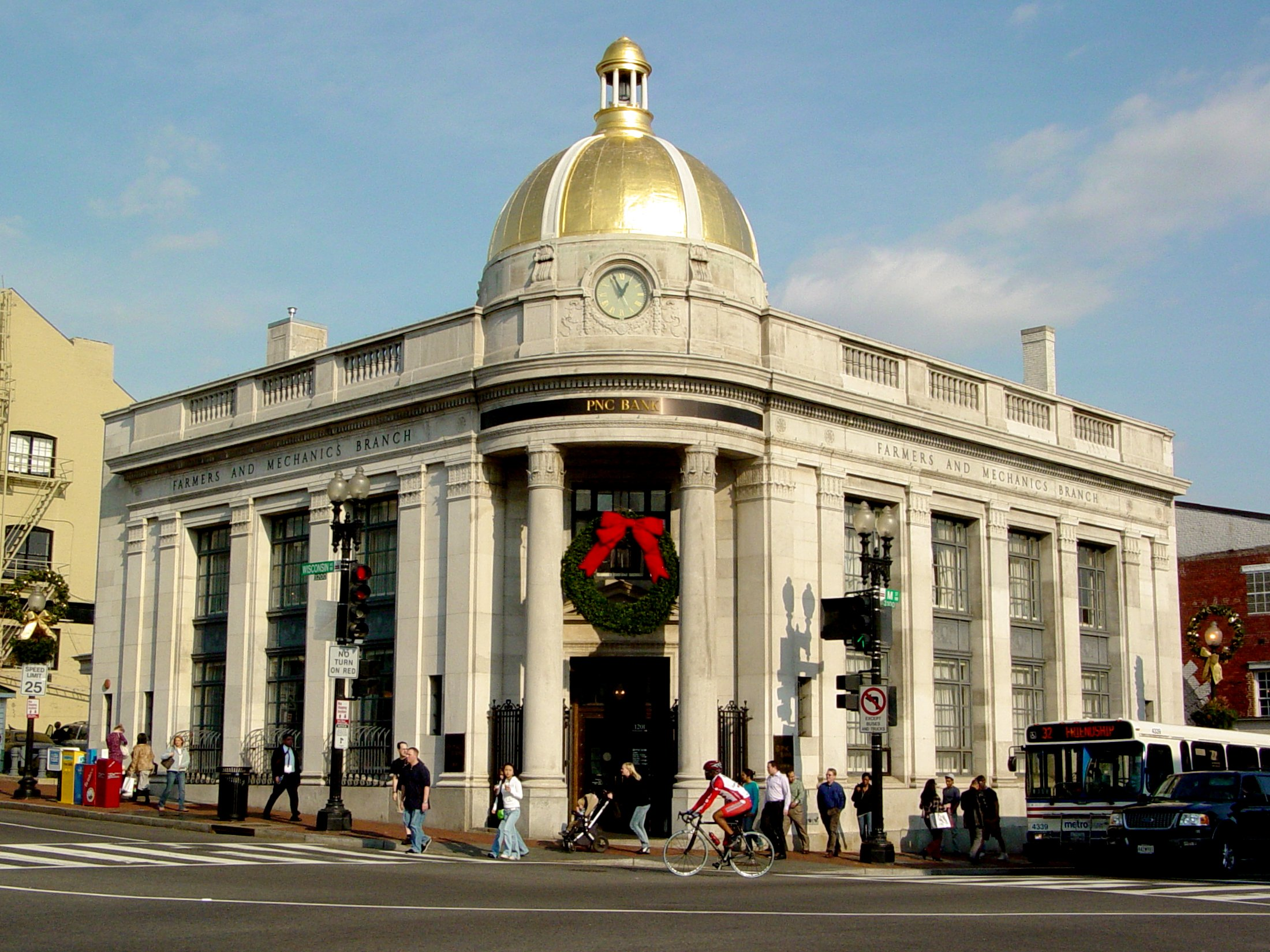
Edificio que ocupó el Banco Riggs en Washington D. C., Estados Unidos.

En el diario Washington Post, el día 14 de julio de 2004, se publicó la noticia de que el Subcomité Permanente de Investigación del Senado de los Estados Unidos había descubierto algunos movimientos sospechosos en el Banco Riggs, el más prestigioso en Washington. Según esta investigación, que había sido llevada a cabo en uso de las atribuciones fiscalizadoras que se le había concedido al Senado en virtud de la Ley Patriota para perseguir el rastro de financiamiento del terrorismo internacional, reveló que el exdictador chileno Augusto Pinochet habría mantenido varias cuentas secretas desde 1994 en dicho banco. También fue investigada la nación de Guinea Ecuatorial.
En la investigación preliminar se llegaron a detectar 125 cuentas bancarias, con una fortuna estimada en unos 27 millones de dólares, muchas de ellas abiertas después de que el juez español Baltasar Garzón ordenara la congelación internacional de sus fondos.
A partir de entonces, empezaron a aparecer numerosas investigaciones en la prensa chilena, sobre las diversas cuentas corrientes que Pinochet mantenía en el extranjero, ocultas todas ellas bajo diversos alias; se difundió también la noticia de que el Riggs habría ayudado a Pinochet a crear dos empresas de papel en las Islas Bahamas, usando pasaportes extraídos desde la Casa de Moneda para el efecto.

## Primeras diligencias judiciales

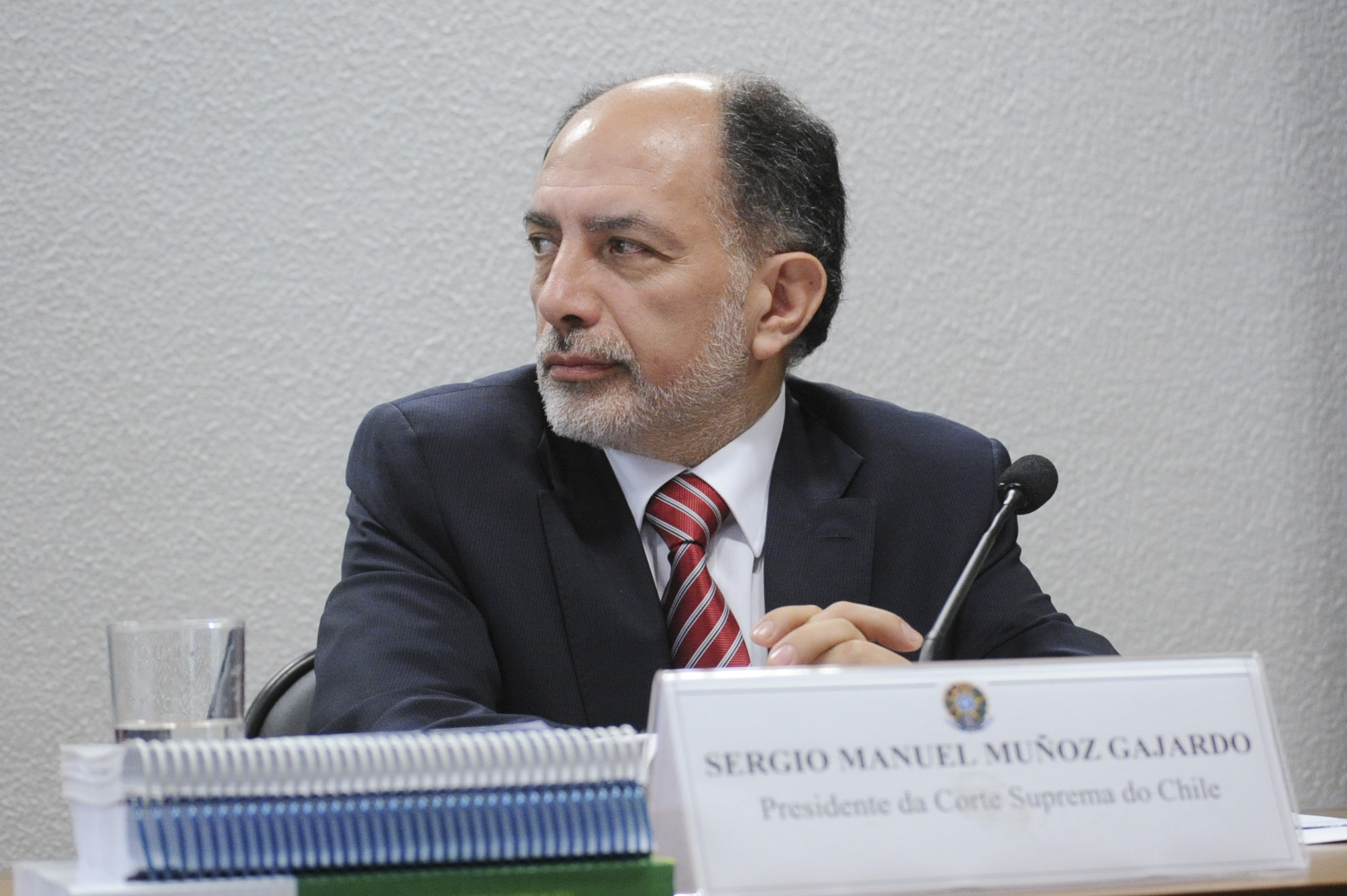
Juez Sergio Muñoz Gajardo.

En consideración de los antecedentes, el Consejo de Defensa del Estado, encargado de representar al Estado de Chile en actuaciones judiciales, entabló una querella contra Augusto Pinochet el 21 de julio de 2004. El conocimiento sobre el Caso Riggs recayó en el ministro de la Corte de Apelaciones de Santiago Sergio Muñoz, quien lo tramitó hasta septiembre de 2005, saliendo de él para integrar la Corte Suprema.
El 6 de enero de 2005, por orden judicial, se llevó a cabo el registro de la oficina de Augusto Pinochet. El 14 de abril, el juez Muñoz ordenó la detención de Mónica Ananías, antigua secretaria de Augusto Pinochet, y de Óscar Aitken, su albacea. Al mismo tiempo, solicitó el desafuero de Pinochet, puesto que en su calidad de "expresidente" de la República, mantenía fuero. Los delitos que se le imputaron fueron evasión tributaria, negociación incompatible y falsificación de pasaportes. Finalmente, el 7 de junio, le es retirada a Pinochet su inmunidad por cuatro delitos: fraude al fisco, uso de pasaportes falsos, declaración jurada de bienes falsas, y elusión de medidas cautelares.

## Investigación por el juez Cerda
Una vez fuera Sergio Muñoz del caso, por integrar la Corte Suprema a partir de septiembre de 2005, fue designado el magistrado Carlos Cerda para dirigir el caso. Entre sus primeras diligencias estuvo la interrogación de Augusto Pinochet los días 8 y 10 de noviembre de 2005.
Pablo Rodríguez Grez, abogado de la familia Pinochet, intentó interponer un recurso de implicancia en contra de Carlos Cerda. El lunes 24 de septiembre de 2007, Carlos Cerda dictaminó que no había razón para declararse implicado. El vencimiento del plazo para apelar de la resolución era el sábado 30 de septiembre del mismo año. Rodríguez optó por no apelar, y así, quedando firme la resolución, Carlos Cerda tomó a su cargo nuevamente el caso el 1 de octubre de 2007.

### Procesamiento de la familia Pinochet
Después de haberse mantenido al margen del Caso Riggs por una serie de trámites procesales, Carlos Cerda ordenó una serie de órdenes de detención y allanamiento en contra de la familia de Augusto Pinochet, así como de varios colaboradores suyos. El total de detenciones ordenadas fueron de 23, y llegaron a cumplirse todas, excepto la decretada contra Óscar Aitken, antiguo albacea de Pinochet, a quien se le suponía en Viña del Mar, y que no pudo ser localizado.

«(...) es obvio que una acusación como ésta marca un hito. Nunca antes en este país se ha sometido a juicio a tantas personas tan próximas al ejercicio del poder y por este tipo de delito tan deshonroso».
Alfredo Jocelyn-Holt, historiador y columnista.

Lucía Pinochet declaró que «supuestamente, lo que se persigue es disminuir a los ojos de la historia al Gobierno [la dictadura militar] que salvó a Chile en su hora más oscura», afirmando que «ni el odio político, ni la ilegalidad, ni la mentira podrán opacar sus logros», al tiempo que calificaba su situación como de «presos políticos».

### Reversión de quince procesamientos

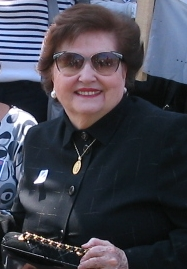
Lucía Hiriart en septiembre de 2007.

Los abogados de los procesados —entre ellos Pablo Rodríguez Grez, Raúl Tavolari y Luis Valentín Ferrada— interpusieron una serie de recursos procesales para dejar sin efecto la decisión del magistrado. También la abogada de Mortimer Jofré Azuaga solicitó su libertad bajo fianza. Al poco tiempo, el propio juez Carlos Cerda decretó la libertad provisional de todos los procesados, incluyendo a Óscar Aitken.
Posteriormente, el día viernes 26 de octubre de 2007, en fallo unánime, la Quinta Sala de la Corte de Apelaciones de Santiago acogió quince de los 17 recursos de amparo interpuestos por los procesados, siendo beneficiados Lucía Hiriart, además de sus cinco hijos (Augusto, Lucía, Jacqueline, María Verónica y Marco Antonio), una decena de otros encausados, entre ellos Patricio Madariaga y el Coronel de Ejército Mortimer Jofré, a quienes la Corte les concedió el recurso de amparo «de oficio».[cita requerida]
En el texto del fallo se dice que «no se advierte que los encausados tuvieran conocimiento y voluntad en torno al designio criminal de apropiarse de caudales públicos», además, indica que hubo «clara violación de sus garantías individuales, reconocidas tanto por las Convenciones Internacionales suscritas, ratificadas y vigentes en nuestro país, como por la propia Carta Fundamental Nacional y los mandatos que sobre la materia se contienen en el Código de Procedimiento Penal». También se tomó en cuenta el fundamento de los miembros de la familia Pinochet-Hiriart, quien arguyeron que el delito de malversación de caudales públicos es «imposible» de cometer por personas que jamás detentaron un cargo fiscal ni tuvieron fondos públicos bajo su tutela. Lucía Hiriart declaró a Televisión Nacional de Chile: «Siento que prevaleció la justicia, porque lo que hizo el juez Cerda fue una cosa insólita». La decisión de la Corte de Apelaciones fue ratificada por la Corte Suprema el 21 de noviembre.

### Proceso disciplinario contra Cerda
En octubre de 2007, la Corte Suprema inició un proceso disciplinario contra Cerda luego de conocer las declaraciones que formuló al concurrir a Estados Unidos a recibir el premio de la Fundación Peter y Patricia Gruber, consistente en la suma de USD 167 000, por su labor a favor de los derechos humanos. Carlos Cerda declaró que, luego de los procesamientos que dictaminó contra la familia Pinochet, la Sala Penal «ha puesto el derecho chileno al día» y que a las otras salas «les falta mucho».
El abogado Luis Valentín Ferrada, representante de tres militares en retiro procesados por el juez Cerda, sostuvo que «Todo el conjunto de declaraciones del ministro Cerda y todas las circunstancias que han rodeado su viaje a Estados Unidos, el otorgamiento del premio y luego la recepción del mismo, hacen que esta actuación sea muy extraña a lo que son los principios de los jueces en Chile, a la tradición de los jueces en Chile».
La Corte Suprema decidió imponer a Cerda una amonestación privada por considerar que sus dichos, en los que hacía referencia a algunas salas de la Corte Suprema, vulneraban lo establecido en el Código Orgánico de Tribunales, en referencia a que los jueces y ministros no pueden comentar o criticar a sus superiores.

## Cierre del caso y recursos posteriores

### Muerte y sobreseimiento de Augusto Pinochet
El 20 de diciembre de 2006, a 10 días de la muerte de Augusto Pinochet, el ministro de fuero (s) del caso Riggs Juan González, dictó el sobreseimiento definitivo por el caso que se seguía en su contra, luego de recibir el certificado de defunción que había solicitado el 12 de diciembre.

### Condena de primera instancia a seis exmilitares
En octubre de 2008, el juez Cerda fue reemplazado por el juez Manuel Valderrama. En agosto de 2013, Valderrama cerró la investigación, condenando a seis de los 23 originalmente procesados, los generales en retiro Jorge Ballerino, Ramón Castro y Sergio Moreno, y los coroneles retirados, Eugenio Castillo, Juan MacLean y Gabriel Vergara; ninguno de los procesados era miembro de la familia Pinochet. El 7 de mayo de 2014 se dictó sentencia contra los seis procesados por malversación de fondos, por un total de USD 6 466 406,68.
El abogado que representaba al querellante Consejo de Defensa del Estado, Rodrigo Reyes Duarte, manifestó su satisfacción por el fallo que decretaba el comiso de todos los dineros, muebles y propiedades que estaban a nombre de Augusto Pinochet o de alguna de las sociedades al portador que se les atribuía.

### Apelación y revocación de las condenas
El 19 de junio de 2017 la Corte de Apelaciones de Santiago, en fallo unánime, ordenó restituir a la familia Pinochet los más de 6 millones de dólares en cuentas bancarias y propiedades del fallecido general en retiro, que se encontraban embargadas a raíz del dictamen que fue dictado por el entonces juez, Manuel Valderrama.
Además, la tercera sala del tribunal de alzada revocó la condena que había dictado Valderrama contra seis altos oficiales en retiro del Ejército, exjefes de la Casa Militar de Pinochet, y a quienes se les sentenció como autores de malversación de caudales públicos. La sentencia del tribunal de alzada determinó que no existió un delito continuado de malversación de caudales públicos por parte de los exmilitares, desde 1981 hasta 2004, por lo que debe operar la prescripción de la acción penal.

### Sentencia definitiva de la Corte Suprema
El 22 de junio de 2018 la segunda sala de la Corte Suprema condenó a 4 años de presidio con libertad vigilada a tres de los 6 exmilitares condenados en 2014, los coroneles en retiro Gabriel Vergara, Juan Ricardo Mac-Lean y Eugenio Castillo; los dos últimos también fueron condenados a una multa de 11 UTM. Además, la Corte determinó el comiso de un total de USD 1 621 554,46 en bienes de propiedad de Pinochet o de sus sociedades.